# Фурс, Павел Михайлович
Павел Михайлович Фурс (28 июля 1920 года — 21 ноября 1981 года) — командир эскадрильи 8-го гвардейского авиационного полка (8-я гвардейская авиационная дивизия, 2-й гвардейский авиационный корпус, авиация дальнего действия) генерал-майор Советской Армии, участник Великой Отечественной войны, Герой Советского Союза (1944).

## Биография
Павел Фурс родился 28 июля 1920 года в посёлке Топки (ныне — город в Кемеровской области) в семье крестьянина. Русский по национальности. После окончания средней школы работал техником на железнодорожной станции Топки. В 1938 году Фурс был призван на службу в Рабоче-крестьянскую Красную Армию. В 1941 году окончил Балашовскую военную авиационную школу лётчиков, в 1942 году — Высшую школу штурманов. 
С декабря 1942 года — на фронтах Великой Отечественной войны. Воевал в 751-м (с 26 марта 1943 года - 8-й гвардейский) авиационном полку дальнего действия (с 26 декабря 1944 года – 224-й гвардейский бомбардировочный авиационный полк) на должностях летчика, командира звена и командира эскадрильи. Летал на самолете Ил-4.
К марту 1944 года гвардии капитан Павел Фурс командовал эскадрильей 8-го гвардейского авиаполка 8-й гвардейской авиадивизии 2-го гвардейского авиакорпуса АДД СССР. К тому времени он совершил 180 боевых вылетов на бомбардировку важных военно-промышленных и транспортных объектов, скоплений войск и техники, в том числе в глубоком тылу противника – Кёнигсберг, Хельсинки, Данциг, Тильзит, Инстербург.
В ночь на 6 июля 1944 года при нанесении бомбового удара по железнодорожной станции Белосток самолет Фурса был сбит истребителем противника. Приземлившись на парашюте, Фурс несколько дней пробирался по оккупированной территории к линии фронта, встретился с партизанами и из партизанского отряда был переправлен в свой полк.
Указом Президиума Верховного Совета СССР от 19 августа 1944 года за «образцовое выполнение боевых заданий командования на фронте борьбы с немецкими захватчиками и проявленные при этом отвагу и геройство» гвардии капитан Павел Фурс был удостоен высокого звания Героя Советского Союза с вручением ордена Ленина и медали «Золотая Звезда» за номером 5097.
Всего за годы войны Фурс совершил 255 успешных боевых вылетов, 25 раз бомбил важные военно-промышленные объекты в глубоком тылу противника.
После окончания войны Фурс продолжил службу в Военно-воздушных Силах. В 1952 году он окончил Военно-воздушную академию. С 1956 года - командир 73-й тяжелой бомбардировочной авиационной дивизии (гарнизон Украинка, Амурская область). В 1969 году в звании генерал-майора Фурс был уволен в запас. Жил и работал в городе Саратов на Саратовском авиационном заводе авиадиспетчером в цехе № 71 (летно-испытательная станция).
Умер 21 ноября 1981 года. Похоронен в городе Саратов на Елшанском кладбище.

## Награды
- Два ордена Ленина (1943, 1944)
- Два ордена Красного Знамени (один из них в 1945 г.)
- Орден Отечественной войны 1-й степени (1943)
- Два ордена Красной Звезды
- Медали